# 聖哈辛托日
聖哈辛托日（英語：San Jacinto Day）是對1836年4月21日聖哈辛托戰役的慶祝活動。這是德克薩斯革命的最後一場戰役，德克薩斯在這場戰役中從墨西哥贏得獨立。
這一天是德克薩斯州官方的「部分人員假期」（州政府辦公室在這一天不關閉）。
每年的節日，包括戰役重演，都會在戰役現場舉行。薩賓志願者（Sabine Volunteers）是一個來自東德克薩斯州的重演團體，每年參加聖哈辛托重演活動。這個團體是以德克薩斯革命期間一個真實的民兵團體命名的。該重演小組由四名成員組成，曾出現在歷史頻道上。由艾美獎得主艾倫·莫里斯（Allen Morris）執導的一部名為《聖哈辛托的重演者》（The Re-Enactors of San Jacinto）的紀錄片於2010年發行，並在HoustonPBS播放。該紀錄片詳細介紹了一年一度的聖哈辛托日慶祝活動，並展示了18分鐘的戰役重演。

## 外部連結
- Official Texas State Holidays （页面存档备份，存于）
- San Jacinto Day Festival and Battle Re-enactment Web site （页面存档备份，存于）